# Lorenzo Becattini
Lorenzo Becattini (Reggello, 9 novembre 1955) è un politico italiano.

## Biografia

### Attività politica
Laureato in Scienze Politiche e docente di economia regionale all'università di Firenze, Lorenzo Becattini è stato segretario metropolitano dei Democratici di Sinistra a Firenze, sindaco di Reggello e assessore all'economia del comune di Firenze. Fino al 2015 è stato presidente di Toscana Energia Spa.
Nel dicembre 2012 si candida alle primarie dei parlamentari del Partito Democratico nella provincia di Firenze, ottenendo 3734 voti e risultando il secondo dei non eletti nella circoscrizione Toscana alla Camera nelle successive elezioni politiche del 24 e 25 febbraio 2013. A seguito delle dimissioni presentate dall'onorevole Matteo Biffoni, eletto Sindaco di Prato, il 9 luglio 2014 viene proclamato deputato.
Durante la XVII legislatura si occupa soprattutto di piccola e media impresa e di energia, facendo parte della Commissione X Attività Produttive.
Il 20 dicembre 2017 ha presentato come secondo firmatario l’emendamento alla legge di bilancio che ha determinato lo slittamento dal 31 dicembre 2020 dell’applicazione della direttiva Bolkestein al commercio su area pubblica.
È stato inoltre relatore della proposta di legge contro le maxi-bollette approvata alla Camera dei Deputati il 5 dicembre 2017, e poi assorbita tramite l’emendamento “Baldelli-Becattini e altri” nella legge di bilancio approvata il 27 dicembre 2017.
Dal 12 novembre 2014 è copresidente dell’intergruppo parlamentare “Qualità di vita e diabete”.
Il 28 gennaio 2018 accetta la candidatura al Senato nella liste del Partito Democratico, nel collegio Toscana 1 per le elezioni politiche del 4 marzo 2018.